# Rybikowate

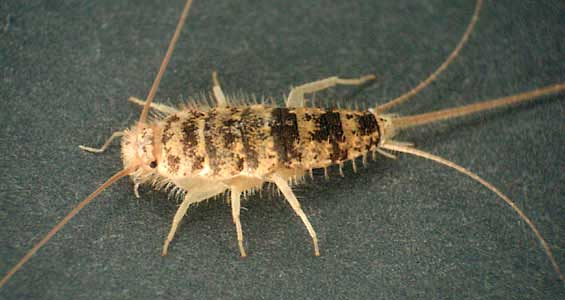
Rybik piekarniczy (Thermobia domestica)

Rybikowate (Lepismatidae) – rodzina owadów z rzędu rybików i infrarzędu Euzygentoma.
Owady te mają zarys ciała zbliżony do odwróconej kropli, szerszej z przodu i węższej z tyłu, przy czym ciało może być od wydłużonego po krótkie i szerokie. Oskórek obok szczecinek może być również pokryty łuskami. Głowę mają prognatyczną, pozbawioną przyoczek, zaopatrzoną w oczy złożone, o słabo zaznaczonym podziale pomiędzy wargą górną a nadustkiem. Liczba członów stóp wynosi cztery. Odwłok zaopatrzony jest zwykle w 1–3 pary wyrostków rylcowych, rzadko mogą być one całkiem nieobecne lub występować w większej liczbie. Brak jest na odwłoku wynicowywalnych woreczków.
Takson kosmopolityczny, znany ze wszystkich kontynentów, z Antarktydą włącznie, jednak preferujący klimat ciepły. Najliczniej reprezentowany, bo przez co najmniej 40 gatunków, jest na pustyni Namib. W Polsce występują tylko synantropijne: rybik cukrowy i być może rybik piekarniczy (oznaczenie niepewne).
Należy tu sześć podrodzin:
- Acrotelsatinae
- Ctenolepismatinae
- Heterolepismatinae
- Lepismatinae
- Mirolepismatinae
- Silvestrellatinae

Najstarsze szczątki przedstawicieli tego infrarzędu zostały odnalezione w datowanym na alb birmańskim bursztynie i należą do Burmalepisma cretacicum.